# Johann Elias Bach
Johann Elias Bach (1705-1755) fue un músico y compositor alemán.
Hijo de Johann Valentin Bach y nieto de Georg Christoph Bach, nació en Schweinfurt. Fue alumno y secretario de Johann Sebastian Bach, ocupándose también del cuidado y la educación de sus hijos. Entre 1730 y 1743 fue cantor en su ciudad natal, con un paréntesis de cinco años en Leipzig.
Compuso varias cantatas y otras obras que se han perdido.
Fue padre de Johann Michael Bach (1745-1820) (?) y abuelo de:
- Johann Georg Bach (1786-1874)
- Georg Friedrich Bach (1792-1860)